# Северноафрикански саламандър
Северноафриканският саламандър (Salamandra algira) е вид земноводно от семейство Саламандрови (Salamandridae). Видът е световно застрашен, със статут Уязвим.

## Разпространение
Разпространен е в Алжир, Испания и Мароко.